# غول الغسيق (السدة)

تعديل مصدري - تعديل

غول الغسيق محلة تابعة لقرية الجرين، التابعة لعزلة جبل عصام بمديرية السدة إحدى مديريات محافظة إب في الجمهورية اليمنية.، بلغ تعداد سكانها 65 حسب تعداد اليمن لعام 2004.